# Minneula Azizov
Minneula Azizov, född den 23 juni 1951 i Ivanovo, Ryssland, är en sovjetisk landhockeyspelare.
Han tog OS-brons i herrarnas landhockeyturnering i samband med de olympiska landhockeytävlingarna 1980 i Moskva.